# 天主教佩皮尼昂-埃爾恩教區
天主教佩皮尼昂-埃爾恩教區（拉丁語：Dioecesis Elnensis）是法國一個羅馬天主教教區，屬蒙彼利埃總教區。
埃爾恩教區成立於6世紀，1601年9月1日教座遷至佩皮尼昂。
教區位於東比利牛斯省，2004年有教友308,000人（佔轄區總人口77.0%）、251個堂區、108名司鐸。目前教區主教席位處於出缺狀態。